# Ждрело (Ђаковица)
Ждрело (алб. Zhdredhë) је насељено место у општини Ђаковица, на Косову и Метохији. Према попису становништва из 2011. у насељу је живело 283 становника.

## Становништво
Према попису из 2011. године, Ждрело има следећи етнички састав становништва:
| Националност | 2011.        |
| Албанци      | 283 (100,0%) |
| Укупно       | 283          |

| Демографија | Демографија | Демографија |
| Година      | Становника  | Становника  |
| ----------- | ----------- | ----------- |
| 1948.       | 157         |             |
| 1953.       | 163         |             |
| 1961.       | 181         |             |
| 1971.       | 242         |             |
| 1981.       | 294         |             |
| 1991.       | 464         |             |
| 2011.       | 283         |             |